# Exo (band)
Exo (Hangul: 엑소; stiliseret som EXO) er en sydkoreansk-kinesisk gruppe hjemmehørende i Seoul. Gruppen blev oprettet af S.M. Entertainment i 2011, og debuterede i 2012. Den har ni medlemmer: Suho, Baekhyun, Chanyeol, D.O., Kai, Sehun, Xiumin, Lay and Chen. Gruppen har gjort brug af forskellige musikgenrer og er blevet rost for dens musikalske mangfoldighed, hvilket inkluderer genrer som pop, hip hop og R&B, sammen med EDM genrer, inklusiv house, trap, synth-pop og andre. Gruppen udgiver og optræder med musik på koreansk, japansk og mandarin. De var i blandt top fem mest indflydelsesrige kendisser på Forbes Korea Power Celebrity liste fra 2014 til 2018, og er blevet kaldt "det største boyband i verden" og "kongerne af K-pop" af medierne.
Gruppen debuterede oprindeligt med tolv medlemmer delt ind i to undergrupper, Exo-K (Suho, Baekhyun, Chanyeol, D.O., Kai, og Sehun) og Exo-M (Xiumin, Lay, Chen og tidligere medlemmer Kris, Luhan og Tao) med musik på både koreansk og mandarin. Gruppen blev samlet til ni efter, at Kris, Luhan og Tao forlod den i 2014 og 2015, og siden har de også kun været aktiv som én gruppe, men er forsat med at udgive musik på flere sprog. Siden 2016 har medlemmerne Chen, Baekhyun og Xiumin været aktive i en undergruppe kaldet EXO-CBX. Alle medlemmer har også deres egne solokarrierer indenfor musik, film og tv-verden.
Exos første album XOXO (2013), som indeholdte kæmpehittet "Growl", var en kritisk og kommerciel succes, der vandt både Disc Daesang ved den 28. Golden Disc Awards og årets album ved den 15. Mnet Asian Music Awards. Det solgte over en million kopier, og gjorde Exo til den bedste sælgende gruppe i 12 år. Efterfølgende album og EP'er har forsat de stærke salg: deres andet album EXODUS (2015) og tredje album Ex'Act (2016) solgte begge over en million kopier hver. [8] Disse albums sammen med Exos tredje EP Overdose (2014) vandt Exo mange priser, blandt andet Disc Daesang ved den 29., 30. og 31. Golden Disc Awards, årets album ved 16., 17. og 18. Mnet Asian Music Awards og Daesang prisen ved 24., 25. og 26. Seoul Music Awards. Deres fjerde album The War (2017) blev deres hidtil bedst sælgende album med over 1,6 million solgte kopier i Sydkorea og vandt gruppen titlen som årets kunstner for andet år i træk ved den 9. Melon Music Awards og årets album for femte gange ved den 19. Mnet Asian Music Awards.
I februar 2018 blev det annonceret at Exo ville optræde til afslutningsceremonien for Vinter-OL 2018 den 25. februar, som repræsentanter for K-pop sammen med CL.

## Medlemmer
- Xiumin 시우민 (Kim Min Seok)
- Suho 수호 (Kim Jun Myeon)
- Lay 레이 (Zhang Yixing)
- Baekhyun 백현 (Byun Baek Hyun)
- Chen 첸 (Kim Jong Dae)
- Chanyeol 찬열 (Park Chan Yeol)
- D.O. 디오 (Do Kyung Soo)
- Kai 카이 (Kim Jong In)
- Sehun 세훈 (Oh Se Hun)

## Undergrupper og solokarrierer
Den 5. oktober 2016 annoncerede SM. Entertainment Exos første undergruppe bestående af de tre medlemmer: Chen, Baekhyun og Xiumin. Den 24. oktober blev det annonceret, at gruppen ville hedde EXO-CBX, "CBX" som står for medlemmernes initialer (Chen, Baekhyun og Xiumin) og en forkortelse af ChenBaekXi. EXO-CBX udgav deres EP Hey Mama! og musikvideo til singlen af samme navn den 31. oktober. Albummet var en succes, og var det bedst sælgende album for en undergruppe i 2016, med 275.191 kopier solgt. Deres debut i Japan kom den 24. maj 2017 med EP'en Girls, som har solgt over 70.000 kopier i Japan.
Før Lays solodebut deltog han i SM Station i maj 2016 med sangen "Monodrama", en selvskrevet og selvkomponeret ballade. Sangen var en succes i Kina og var nr. 1 på Billboard Kinas V Chart fem uger i træk. I oktober 2016 blev Lay det første medlem, som havde sin solodebut, både i Kina og i Sydkorea. Han var med til at komponere, skrive og arrangere alle sangene til EP'en Lose Control. Den var en kommerciel succes, slog flere rekorder i Guiness Rekordbog, og debuterede på den sydkoreanske Gaon Album Chart. I oktober 2017 udgav Lay hans andet album, Sheep, der blev en stor succes med over 810.000 solgte eksemplarer.
10. april 2018 så man også det længe ventede comeback fra EXO-CBX "Blooming Days", hvor der var syv nye sange til hver af dagene i ugen. Godt en måneds tid efter, nemlig den 9. maj, blev deres første japanske studiealbum udgivet under navnet 'Magic', hvilket inkludere tidligere udgive sange, samt soloer fra de tre medlemmer.

## Priser
Exo har modtaget samtlige priser i både Sydkorea og Kina. I 2013, over et år efter deres debut, vandt de for første gang på et musikprogram, med sangen "Wolf" på programmet Music Bank. Siden 2014 har Exo vundet 104 på sydkoreanske musikprogrammer - den eneste gruppe, udover Girls' Generation, der har vundet så mange gange. Exo har også rekorden for flest "wins" på musikprogrammer for én sang med sangen "Call Me Baby", udgivet i 2015.
Gruppen har modtaget 23 Daesang priser, hvilket er den vigtigste musikpris i den sydkoreanske musikindustri, fra diverse prisuddelinger. Exo er, ifølge Guiness Rekordbog, modtagerne af flest Daesang priser fra prisuddelingen MAMA (Mnet Asian Music Awards) med seks Daesang priser.

## Diskografi
Exos diskografi består af fem studiealbums, seks EP-er, to livealbums og 24 singler. Siden deres debut i 2012 har gruppen solgt over 31 millioner eksemplarer i Sydkorea med over 8,7 millioner fysiske albummer og over 22,4 millioner digitale singler solgt. Hvis man inkluderer salg fra Kina, Japan, samt solo og subunit salg, har de solgt op til 50 millioner plader.

### Studiealbum
- XOXO (2013)
- Exodus (2015)
- Ex'Act (2016)
- The War (2017)
- Countdown (2018)
- Don't mess up my tempo (2018)

### Livealbum
- Exology Chapter 1: The Lost Planet (2014)
- EXO PLANET No. 3 - The EXO'rDIUM (2017)

### EP-er
- MAMA (2012)
- Miracles in December (2013)
- Overdose (2014)
- Sing for You (2015)
- For Life (2016)
- Universe (2017)

### EXO-CBX
- Hey Mama! (2016)
- Girls (2016)
- Blooming Days (2018)
- Magic (2018)

## Turneer
Siden deres første koncert i 2014, har Exo haft fire turneer og over 100 koncerter over hele verden, blandt andet i USA, Kina, Japan og Mexico.
- Exo from Exoplanet #1 – The Lost Planet (2014)
- Exo Planet #2 – The Exo'luxion (2015–2016)
- Exo Planet #3 – The Exo'rdium (2016–2017)
- Exo Planet #4 – The EℓyXiOn (2017–)